# Salo Landau

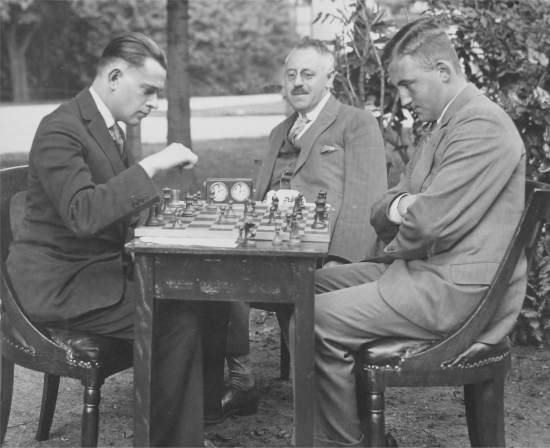
Landau (links) tegen Johannes van den Bosch

Samuel (Salo) Landau (Bochnia (destijds de Donaumonarchie, nu Polen), 1 april 1903 - Gräditz (destijds Duitsland, nu Polen), maart 1944) was een Nederlandse schaker van Joods-Poolse komaf. Hij werd in 1936 Nederlands kampioen schaken.

## Biografie
In de Eerste Wereldoorlog vluchtte de familie naar Wenen, waar echter honger geleden werd. Vader Landau stuurde daarna de kleine Salo naar vrienden in Rotterdam, waar hij na veel omzwervingen veilig aankwam. Op latere leeftijd leerde Salo Landau schaken. Hij schreef een aantal schaakboeken en maakte samen met een vriend een "schaaksleutel" van een aantal openingen.
Gedurende enige tijd deelde hij de top van het Nederlands schaken met Max Euwe. In 1936 werd hij kampioen van Nederland.
In de Tweede Wereldoorlog wilde hij vluchten, maar werd in september 1942, na verraad, door de Duitsers opgepakt. Landau werd via Kamp Amersfoort en kamp Westerbork in november 1943 overgebracht naar het Extern Kommando Gräditz, een dwangarbeiderskamp voor gedeporteerde Joden in bezet Polen. Daar kwam hij (uiterlijk) eind maart 1944 om het leven.
Max Euwe heeft geprobeerd zich voor zijn vriend in te zetten bij wereldkampioen Aleksandr Aljechin. Het is niet bekend of Aljechin over genoeg invloed bij de nazi's beschikte om Landau te helpen, maar al tijdens de oorlog ging het gerucht dat Aljechin niet bereid zou zijn geweest om te helpen.
Landau was getrouwd met Susanna van Creveld (Rotterdam, 6 juni 1912 - Auschwitz, 14 oktober 1944), hun dochtertje was Henriette Renee Landau (Amsterdam, 28 november 1938 - Auschwitz, 14 oktober 1944, nog geen 6 jaar). Landau's vrouw en dochter overleefden de oorlog ook niet: zij werden in september 1944 op transport gesteld en in oktober in Auschwitz vermoord.

## Landauvariant
Salo Landau heeft de Landauvariant nagelaten, een stukje theorie in de schaakopening Slavisch: 1.d4 d5 2.c4 c6 3.Pf3 Pf6 4.e3 Lf5 5.cd cd 6.Db3 Dc8 7.Ld2 e6 8.Pa3
Landau opende bijna altijd met de zet 1.d4 waarna vaak partijen in het damegambiet ontstonden. De Indische openingen kwamen ook aan bod en met zwart speelde hij vaak de Siciliaanse verdediging.

## Postuum

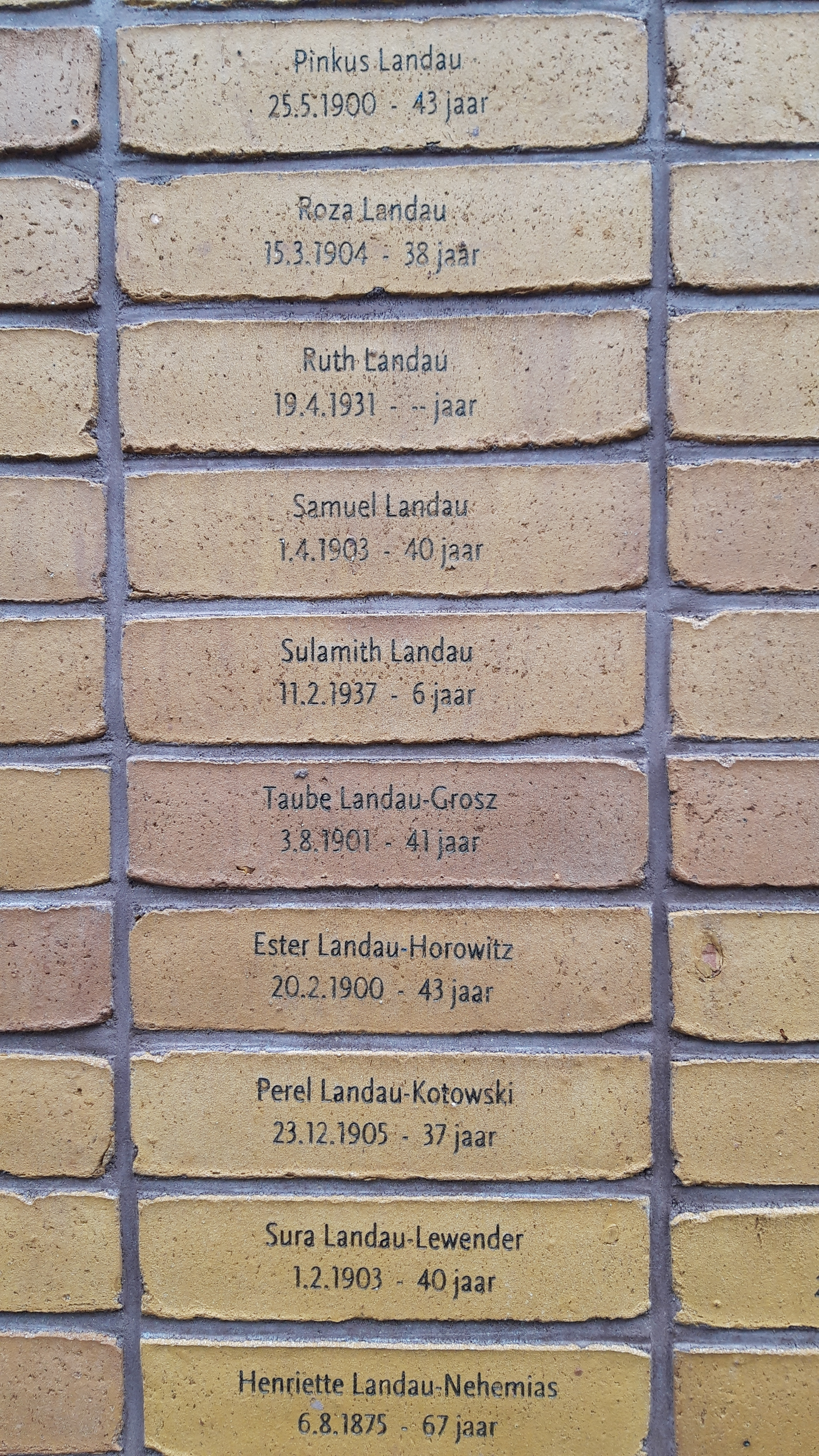
De naamsteen van Salo (Samuel) Landau in het Holocaust Namenmonument in Amsterdam.

In opdracht van de Koninklijke Nederlandse Schaakbond is in 1947 een boek verschenen ter herinnering aan de schakers in Nederland die tijdens de bezetting heengingen, met als titel Partij verloren.... Het gedenkboek bevat een biografie van Samuel Landau.
In Axel is in september 1942 de 'Axelse schaakclub' opgericht. Na afloop van de Tweede Wereldoorlog werd de vereniging op 17 juli 1946 heropgericht als Schaakvereniging S. Landau.